# Ганс Бете
Ганс А́льбрехт Бете (нім. Hans Albrecht Bethe; нім. вимова: [ˈhans ˈbeːtə] ( прослухати); 2 липня 1906 — 6 березня 2005) — німецько-американський фізик-теоретик, лауреат Нобелівської премії з фізики 1967 року за роботу над теорією зоряного нуклеосинтезу. Заклав основи теорії протон-протонного ланцюжка і вуглецево-азотного циклу (циклу Бете) — основних джерел енергії зір. Зробив великий внесок у ядерну фізику, астрофізику, квантову електродинаміку та фізику твердого тіла.
Народився в Німеччині, але в роки націонал-соціалізму через єврейське походження був змушений емігрувати. Більшу частину кар'єри був професором Корнелльського університету в США. Під час Другої світової війни очолював теоретичний відділ американської секретної лабораторії в Лос-Аламосі, яка розробляла перші атомні бомби. Після війни відіграв важливу роль у розробці водневої бомби. Пізніше був активним борцем за обмеження ядерних випробувань і ядерних перегонів.

## Біографія

### Раннє життя
Ганс Бете народився 2 липня 1906 року в Страсбурзі, який на той час був частиною німецької провінції Ельзас-Лотарингія. Він був єдиною дитиною Анни (уродженої Кун) і Альбрехта Бете, приват-доцента фізіології Страсбурзького університету. Хоча його мати, дочка професора Страсбурзького університету, мала єврейське походження, Бете виховувався протестантом, як і його батько, а пізніше став атеїстом.

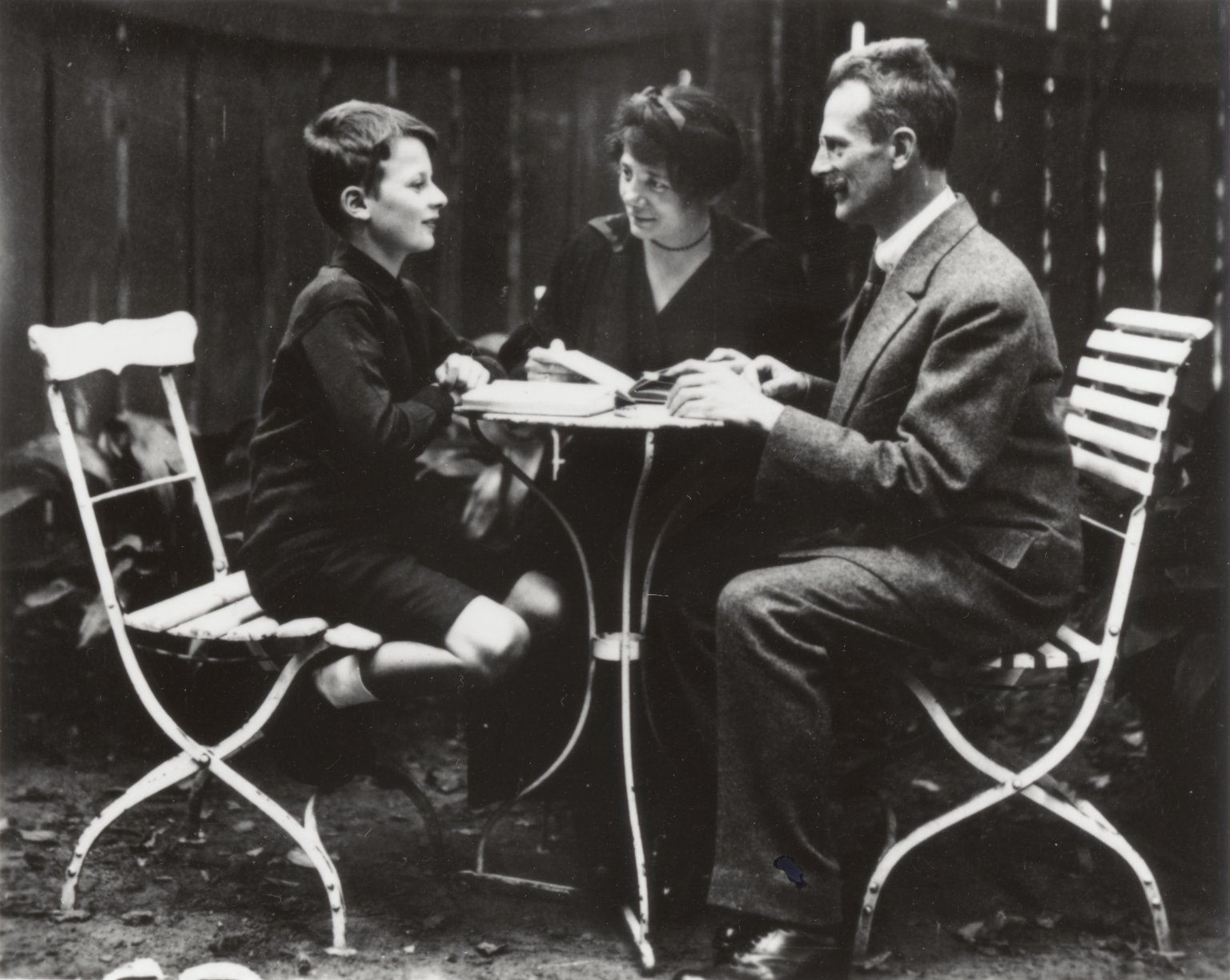
12-річний Ганс Бете з батьками

1912 року його батько обійняв посаду професора та директора Інституту фізіології Кільського університету, і сім'я переїхала у квартиру директора інституту. Спочатку Ганс Бете навчався приватно у професійного вчителя в групі з восьми дітей. 1915 року сім'я знову переїхала, коли батько Бете очолив новий Інститут фізіології Франкфуртського університету.
Бете відвідував гімназію Гете у Франкфурті. Він перервав навчання 1916 року, коли захворів на туберкульоз, і його відправили на лікування в Бад-Кройцнах. 1917 року він достатньо одужав, щоб почати відвідувати місцеву школу, а наступного року його відправили до приватної школи-інтернату Оденвальдшулє. Протягом останніх трьох своїх шкільних років, з 1922 по 1924 рік, він знову відвідував гімназію Гете.
Склавши шкільні випускні іспити в 1924 році, Бете вступив до Франкфуртського університету. Він вирішив вивчати хімію. Викладання фізики у Франкфуртському університеті було посереднім. Також, хоча у Франкфурті були видатні математики, такі як Карл Зігель і Отто Сас, Бете не подобався їхній підхід до математики у відриві від інших наук. Бете виявився поганим експериментатором і навіть знищив свій лабораторний халат, проливши на нього сірчану кислоту. Однак він зацікавився фізикою, яку йому викладав доцент Вальтер Герлах. Герлах пішов з університету у 1925 році, і його замінив Карл Майснер, який порадив Бете перейти до університету з кращою школою теоретичної фізики, наприклад, до Мюнхенського університету, де він міг би навчатися під керівництвом Арнольда Зоммерфельда.
Бете вступив до Мюнхенського університету у квітні 1926 року, його прийняв Зоммерфельд за рекомендацією Майснера. Зоммерфельд викладав поглиблений курс диференціальних рівнянь у фізиці, який сподобався Бете. Як відомий учений, Зоммерфельд часто отримував попередні примірники наукових статей, і виносив їх на обговорення на щотижневих вечірніх семінарах. Коли Бете приїхав в Мюнхен, Зоммерфельд щойно отримав статті Ервіна Шредінгера з хвильової механіки.
Як тему дисертації доктора філософії Зоммерфельд запропонував Бете дослідити дифракцію електронів у кристалах. За відправну точку він порадив взяти статтю Пауля Евальда 1914 року про рентгенівську дифракцію в кристалах. Пізніше Бете згадував, що він став надто амбітним, і в гонитві за більшою точністю його розрахунки невиправдано ускладнювалися.

### Рання робота
Після того як Бете здобув ступінь доктора філософії, Ервін Маделунг запропонував йому місце асистента у Франкфурті, і у вересні 1928 року Бете переїхав до свого батька, який нещодавно розлучився з його матір'ю. Його батько познайомився з Вірою Конгел на початку того ж року та одружився з нею в 1929 році. У них було двоє дітей: Доріс, 1933 року народження, і Клаус, 1934 року народження.
Бете не вважав роботу у Франкфурті достатньо заохочувальною, і 1929 року прийняв пропозицію Евальда перейти до вищої технічної школи у Штутгарті. Перебуваючи там, він написав статтю «Теорія проходження швидких корпускулярних променів крізь речовину». Починаючи з інтерпретації рівняння Шредінгера Макса Борна, Бете створив спрощену формулу для задач зіткнення за допомогою перетворення Фур'є, яка сьогодні знана як формула Бете — Блоха. 1930 року він скористався цією статтею, щоб зробити габілітацію.
У 1929 році Зоммерфельд рекомендував Бете здобути стипендію Фонду Рокфеллера. Це забезпечувало 150 доларів на місяць (близько 3000 доларів за цінами 2023 року) на навчання за кордоном. 1930 року Бете вирішив отримати докторську роботу постдока в Кавендіській лабораторії Кембридзького університету в Англії, де він працював під керівництвом Ральфа Фаулера. На прохання Патріка Блекетта, дослідника камер Вільсона, Бете створив релятивістську версію формули Бете.
Бете був відомий своїм почуттям гумору. Спільно з Ґвідо Беком і Вольфгангом Ріцлером, двома іншими докторантами, він написав квазінаукову статтю «Про квантову теорію температури абсолютного нуля», де він обчислив константу тонкої структури за температури абсолютного нуля. Стаття висміювала певний клас робіт із теоретичної фізики того часу, які були суто спекулятивними та базувалися на хибних числових аргументах. Пізніше авторам цієї жартівливої статті довелось просити вибачення.
На другу половину своєї стипендії Бете вирішив поїхати в лабораторію Енріко Фермі в Римі в лютому 1931 року. Фермі справив на нього велике враження, і Бете шкодував, що не поїхав до Риму ще на першу половину стипендії. Бете розробив анзац Бете, — метод для знаходження точних розв'язків для власних значень і власних векторів певних одновимірних квантових моделей багатьох тіл. На Бете справили велике враження простота Фермі та строгість Зоммерфельда у підході до наукових задач, і ці якості сильно вплинули на його власні наукові дослідження.
Фонд Рокфеллера запропонував продовжити стипендію Бете, що дозволило йому повернутися до Італії в 1932 році. В проміжку Бете працював із Зоммерфельдом в Мюнхені як приват-доцент. Оскільки Бете вільно володів англійською, Зоммерфельд доручив йому керувати всіма своїми англомовними постдоками. Бете прийняв запрошення Карла Шеля написати статтю для «Фізичного довідника» (нім. Handbuch der Physik) про квантову механіку водню та гелію. Рецензуючи статтю десятиліттями пізніше, Роберт Бахер і Віктор Вайскопф відзначили, що вона була незвичайною за глибиною й широтою розгляду теми та потребувала лише незначного оновлення для видання 1959 року. Потім Зоммерфельд попросив Бете допомогти йому з довідниковою статтею про електрони в металах. Стаття охоплювала основи того, що зараз називається фізикою твердого тіла. Бете зайнявся зовсім новою для нього галуззю та представив чітке, послідовне та повне її висвітлення. Його робота над довідниковими статтями зайняла більшу частину його часу в Римі, але він також написав статтю разом з Фермі про іншу нову для себе область, квантову електродинаміку, описавши релятивістські взаємодії заряджених частинок.
У 1932 році Бете погодився на посаду доцента в Тюбінгенському університеті, де Ганс Гейгер був професором експериментальної фізики. Однак один із перших законів, прийнятих новим нацистським урядом, Закон про відновлення професійної державної служби, привів до звільнення Бете з цієї державної посади через його єврейське походження. Гейгер відмовився допомогти, однак Зоммерфельд негайно повернув Бете його стипендію в Мюнхені. Зоммерфельд провів більшу частину літнього семестру 1933 року, шукаючи місця для своїх єврейських студентів і колег.
В 1933 році Бете залишив Німеччину й переїхав до Англії, куди його запросили на один рік на посаду лектора в Манчестерському університеті завдяки знайомству Зоммерфельда з Вільямом Бреггом. Бете переїхав до свого друга Рудольфа Паєрлса та дружини Паєрлса Генії. Пайєрлс теж був німецьким фізиком, якому заборонили обіймати академічні посади в Німеччині через єврейське походження. Завдяки родині Паєрлсів Бете мав з ким поговорити німецькою і поїсти звичну для себе їжу. Їхні стосунки були як професійними, так і особистими. Паєрлс пробудив у Бете інтерес до ядерної фізики. Після того, як Джеймс Чедвік і Моріс Ґолдгабер відкрили фотодезінтеграцію дейтерію, Чедвік закликав Бете та Паєрлса придумати теоретичне пояснення цього явища, і вони розв'язали цю задачу протягом чотиригодинної поїздки потягом із Кембриджа додому в Манчестер. У наступні роки Бете продовжив ці дослідження.
У 1933 році фізичний факультет Корнелльського університету шукав нового фізика-теоретика, і Ллойд Сміт рішуче рекомендував Бете. Його кандидатуру також підтримав Брегг, який у той час відвідував Корнелл. У серпні 1934 року Корнелл запропонував Бете посаду виконувача обов'язків асистуючого професора. Бете вже погодився на стипендію, щоб працювати з Невіллом Моттом в Бристольському університеті протягом семестру, але Корнелл погодився дозволити йому розпочати роботу навесні 1935 року. Перед від'їздом до США він у вересні 1934 року відвідав Інститут Нільса Бора в Копенгагені, де освідчився фізикині Гільді Леві, і вона погодилася на одруження. Проти одруження виступила мати Бете, яка, попри єврейське походження, не хотіла, щоб її син одружився з єврейкою. За кілька днів до весілля, призначеного на грудень, Бете розірвав заручини. Нільс Бор і Джеймс Франк були настільки шоковані вчинком Бете, що його знову запросили до інституту аж після Другої світової війни.

### США
Бете прибув до Сполучених Штатів у лютому 1935 року та поступив на факультет Корнельського університету на зарплату в 3000 доларів. Призначення Бете було частиною цілеспрямованих зусиль нового керівника відділу фізики Розвелла Гіббса запровадити в університеті ядерну фізику. Гіббс найняв Стенлі Лівінгстона, який працював з Ернестом Лоуренсом, щоб побудувати у Корнелі циклотрон. Щоб завершити команду, Корнеллу потрібен був експериментатор, і, за порадою Бете та Лівінгстона, найняли Роберта Бахера. Бете отримав запити на відвідування Колумбійського університету від Ісидора Рабі, Принстонського університету від Едварда Кондона, Рочестерського університету від Лі Дабріджа, Університету Пердью від Карла Ларка-Горовіца, Університету Іллінойсу в Урбана-Шампейн від Френсіса Вілера Луміса та Гарвардського університету від Джона ван Флека. Щоб Бете не переманили інші університети, Гіббс у 1936 році призначив його штатним асистуючим професором, запевнивши, що скоро він буде підвищений до професора.
Разом з Бахером і Лівінгстоном Бете опублікував серію з трьох статей, в яких підсумовувалася більшість того, що було відомо про ядерну фізику до того часу. Ці статті стали неофіційно знані як «Біблія Бете» і протягом багатьох років залишалися стандартним оглядом цієї теми. Бете запросили на посаду повного професора в Університеті Іллінойсу в Урбана-Шампейн, але Корнелл запропонував таку ж посаду та оклад в 6000 доларів. Бете писав матері:
|  | Я майже провідний теоретик Америки. Це не означає найкращий. Вігнер, безумовно, кращий, а Оппенгеймер і Теллер, ймовірно, такі ж хороші. Але я роблю більше і говорю більше, а це теж рахується. |

17 березня 1938 року Бете взяв участь у четвертій щорічній Вашингтонській конференції з теоретичної фізики Інституту Карнегі та Університету Джорджа Вашингтона. Було лише 34 запрошених учасники, але серед них Грегорі Брейт, Субрахманян Чандрасекар, Георгій Гамов, Дональд Мензел, Джон фон Нейман, Бенгт Стремгрен, Едвард Теллер і Мерле Туве. Спочатку Бете відхилив запрошення взяти участь, оскільки тема конференції, генерація зоряної енергії, його не цікавила, але Теллер переконав його поїхати. На конференції Стремгрен докладно розповів про температуру, густину і хімічний склад Сонця і закликав фізиків дати пояснення. Гамов і Вайцзеккер у статті 1937 року припустили, що енергія Сонця є результатом протон-протонного ланцюжка:
| p | + | p | → | 2H | + | e+ | + | ν e |

Але це не пояснювало спостережуваних елементів, важчих за водень. До кінця конференції Бете, співпрацюючи з Чарльзом Крічфілдом, придумав низку наступних ядерних реакцій, які пояснювали, як світить Сонце:
| 2H  | + | p   | → | 3He   | + | γ   |
| 3He | + | 4He | → | 7Be   | + | γ   |
| 7Be | + | e−  | → | 7Li   | + | ν e |
| 7Li | + | p   | → | 2 4He |   |     |

У той час існували сумніви щодо того, чи описує протон-протонний ланцюжок процеси на Сонці, але пізніші дослідження Сонця показали, що так. Повернувшись до Корнелла, Бете в пошуках інших можливих джерел зоряної енергії продовжив вивчати ядерні реакції та їхні перерізи, що привело його до відкриття вуглецево-азотного циклу:
| 12C | + | p | → | 13N | + | γ   |   |     |
| 13N |   |   | → | 13C | + | e+  | + | ν e |
| 13C | + | p | → | 14N | + | γ   |   |     |
| 14N | + | p | → | 15O | + | γ   |   |     |
| 15O |   |   | → | 15N | + | e+  | + | ν e |
| 15N | + | p | → | 12C | + | 4He |   |     |

Він надіслав до «Physical Review» дві статті, — одну про протон-протонний ланцюжок у співавторстві з Крітчфілдом, а іншу про вуглецево-азотний цикл.
Після Кришталевої ночі мати Бете боялася залишатись у Німеччині. Скориставшись тим, що вона народилась у Страсбурзі, вона в червні 1939 року змогла емігрувати до США за французькою квотою, а не за німецькою, яка тоді вже була заповнена. Аспірант Роберт Маршак розповів Бете, що Нью-Йоркська академія наук запропонувала приз у 500 доларів за найкращу неопубліковану статтю на тему сонячної та зоряної енергії. Тож Бете, якому потрібно було 250 доларів, щоб заплатити за меблі своєї матері, відкликав роботу про вуглецево-азотний цикл та надіслав її до Нью-Йоркської академії наук. Вона виграла приз, і Бете дав Маршаку 50 доларів винагороди за підказку, а 250 доларів заплатив за меблі. Статтю було опубліковано в «Physical Review» пізніше, у березні. Це був прорив у розумінні термоядерних реакцій в зорях, який приніс Бете Нобелівську премію з фізики в 1967 році.
13 вересня 1939 року Бете одружився з Роуз Евальд, донькою Пола Евальда. Вона емігрувала до Сполучених Штатів і була студенткою Дюкського університету, і вони познайомилися, коли Бете читав там лекції в 1937 році. У них було двоє дітей, Генрі та Моніка.
У березні 1941 року Бете став натуралізованим громадянином США. У листі до Зоммерфельда в 1947 році Бете зізнався, що «в Америці я почуваюся набагато більше вдома, ніж будь-коли в Німеччині. Ніби я народився в Німеччині лише помилково, а на свою справжню батьківщину приїхав лише у двадцять вісім».

### Мангеттенський проєкт

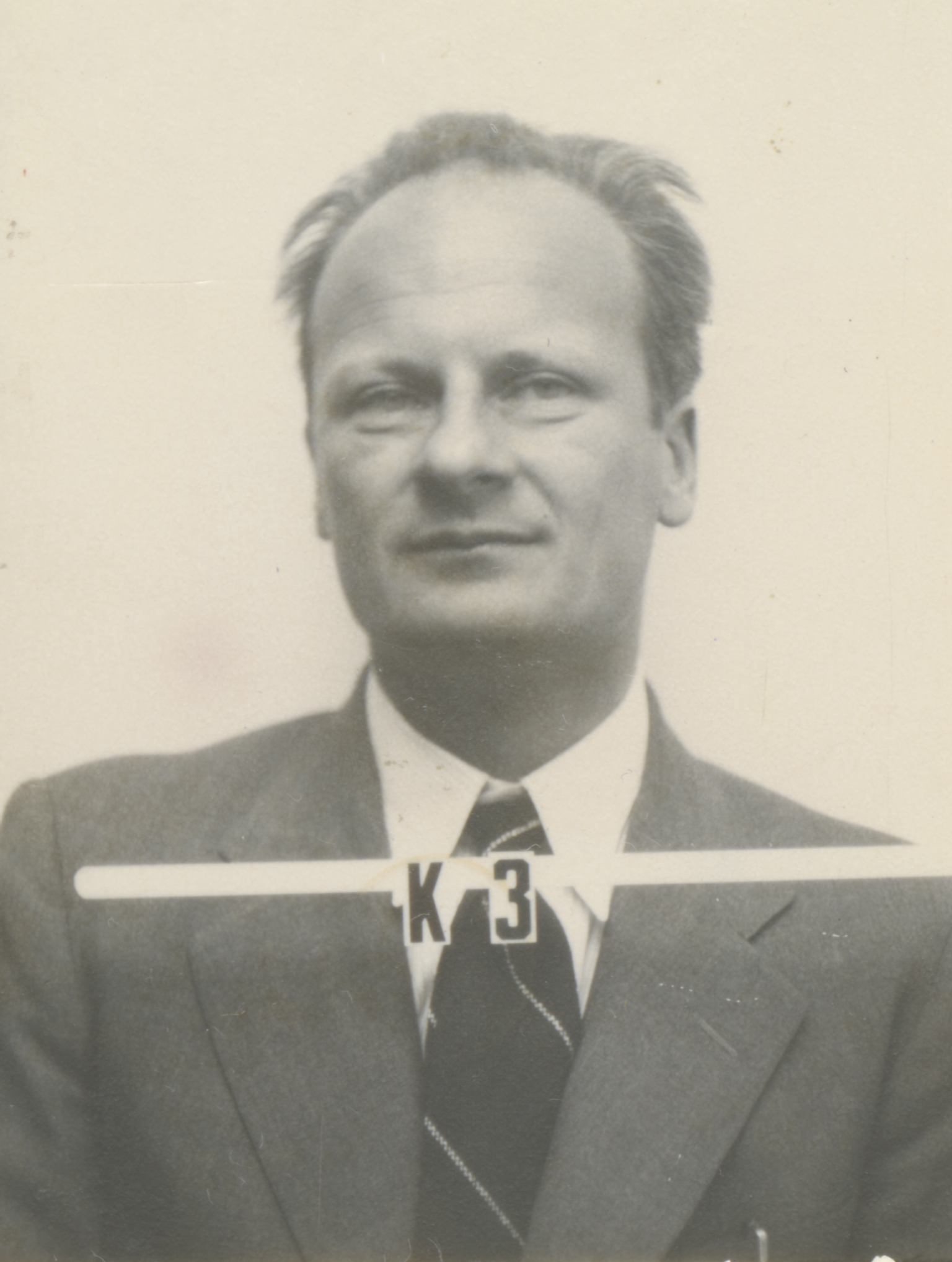
Ідентифікаційна картка Бете в Лос-Аламоській лабораторії

Коли почалася Друга світова війна, Бете хотів долучитися до воєнної діяльності, але не міг працювати над секретними проєктами, поки не став громадянином США. За порадою Теодора фон Кармана з Каліфорнійського технологічного інституту, Бете співпрацював зі своїм другом Едвардом Теллером над теорією ударних хвиль, утворених під час проходження снаряда через газ. Він також працював над теорією пробиття броні, яку армія негайно засекретила, що унеможливило для Бете (який на той час ще не був американським громадянином) доступ до подальших досліджень цієї теорії.
Отримавши допуск до секретності в грудні 1941 року, Бете приєднався до Радіаційної лабораторії Массачусетського технологічного інституту, де він винайшов направлений відгалужувач з отворами, який використовується в мікрохвильових хвилеводах, зокрема, у радарах. У червні 1942 року в Чикаго, а потім у липні в Каліфорнійському університеті в Берклі він брав участь у серії зустрічей на запрошення Роберта Оппенгеймера, на яких обговорювалися перші проєкти атомної бомби. Вони розглянули попередні розрахунки Роберта Сербера, Стена Франкеля та інших і обговорили можливості використання урану-235 і плутонію. «Треба було створити бомбу з розщепленням, — згадував він пізніше, — бо це, ймовірно, робили німці». На цих зустрічах Теллер висунув ідею створення термоядерного пристрою, «супербомби» Теллера. Бете та Емілю Конопінському довелося на його прохання виконати розрахунки, щоб перевірити, що такий пристрій не здатен запалити азот в земній атмосфері.
Коли Оппенгеймера призначили відповідальним за формування секретної лабораторії розробки зброї в Лос-Аламосі, він призначив Бете директором відділу Т (теоретичного), найменшого, але найпрестижнішого відділу лабораторії. Цей крок роздратував так само кваліфікованих, але складніших у стосунках Едварда Теллера та Фелікса Блоха, які теж прагнули цієї посади. Серія розбіжностей між Бете та Теллером у період з лютого по червень 1944 року щодо пріоритетів у дослідженнях призвела до того, що групу Теллера було виключено з відділу Т і передано безпосередньо під керівництво Оппенгеймера, а у вересні вона стала частиною нового відділу F Фермі.
Робота Бете в Лос-Аламосі включала обчислення критичної маси та ефективності урану-235 і множення частинок у ланцюговій реакції під час вибуху ядерної бомби. Разом з Річардом Фейнманом він розробив формулу для розрахунку потужності вибуху бомби. Після серпня 1944 року, коли лабораторія була реорганізована та переорієнтована на розв'язання проблеми вибуху плутонієвої бомби, Бете витратив багато часу на вивчення гідродинамічних аспектів вибуху. 1945 року він працював над ініціатором нейтронів, а пізніше — над розповсюдженням випромінювання під час вибуху атомної бомби. Ядерне випробування Триніті підтвердило точність результатів відділу T. Коли бомбу підірвали в пустелі Нью-Мексико 16 липня 1945 року, Бете безпосередньо піклувався про її якісну роботу, а не про моральні наслідки. Повідомляється, що він прокоментував: «Я не філософ».

### Воднева бомба
Після війни Бете стверджував, що не слід намагатися розбити проєкт водневої бомби, хоча після того, як президент Гаррі Трумен оголосив про старт такого проєкту та про початок Корейської війни, Бете приєднався до нього та відіграв ключову роль у розвитку зброї. Він довів проєкт до кінця, попри свої початкові сподівання, що створити водневу бомбу буде неможливо. Пізніше він відзначав очевидне протиріччя у своїй позиції, оскільки спочатку виступав проти розробки зброї, а потім допомагав у її створенні:
|  | Буквально за кілька місяців до цього почалася Корейська війна, і я вперше побачив пряме зіткнення з комуністами. Це надто тривожило. Холодна війна виглядала так, ніби вона ось-ось стане гарячою. Тоді я зрозумів, що маю змінити свою попередню позицію. Якби я не працював над бомбою, це зробив би хтось інший, а я думав, що в Лос-Аламосі, я все ще міг би бути борцем за роззброєння. Тому я погодився приєднатися до розробки водневої бомби. Це виглядало цілком логічно. Але іноді мені хотілося б бути послідовнішим ідеалістом. |

Що стосується його власної ролі у створенні водневої бомби конструкції Теллера-Улама, Бете пізніше сказав, що:
|  | Після створення водневої бомби журналісти почали називати Теллера батьком водневої бомби. Для історії, я вважаю, що точніше сказати, що Улам є батьком, тому що він дав насіння, а Теллер є матір'ю, тому що він залишився з дитиною. Що стосується мене, я, мабуть, акушерка. |

У 1954 році Бете свідчив на боці Роберта Оппенгеймера під час безпекових слухань у справі Оппенгеймера. Зокрема, Бете стверджував, що позиція Оппенгеймера проти розробки водневої бомби наприкінці 1940-х років не завадила її розвитку, — ця тема розглядалася як ключове питання слухань. Під час слухань Бете та його дружина намагалися переконати Едварда Теллера не давати свідчень. Однак Теллер відмовився, і його свідчення зіграли важливу роль у відкликанні дозволу безпеки Оппенгеймера. Хоча Бете і Теллер були в дуже хороших стосунках у довоєнні роки, конфлікт між ними під час Мангеттенського проєкту і особливо під час безпекових слухань назавжди зіпсував їхні стосунки.

### Пізніша робота
Після закінчення війни Бете повернувся в Корнелл. У червні 1947 року він брав участь у конференції на Шелтер-Айленді. Спонсорована Національною академією наук конференція на тему «Основи квантової механіки» стала першою великою конференцією з фізики після війни. Це був шанс для американських вчених зібратися разом, щоб продовжити дослідження з того місця, на якому вони зупинилися до війни, і визначити напрямок післявоєнних досліджень.
Головною темою дискусій на конференції було відкриття Вілліса Лемба та його аспіранта Роберта Різерфорда незадовго до початку конференції, що один із двох можливих квантових станів атомів водню має трохи більшу енергію, ніж передбачено теорією Поля Дірака; це стало відомо як лембів зсув. Оппенгеймер і Вайскопф припустили, що це є результатом квантових флуктуацій електромагнітного поля, які надають електрону більшу енергію. Відповідно до довоєнної квантової електродинаміки, енергія електрона складалася з чистої енергії, яку він мав, коли був від'єднаний від електромагнітного поля, та власної енергії, що виникла в результаті електромагнітного зв'язку, але обидві вони були неспостережними, оскільки електромагнітне поле не можна вимкнути. Квантова електродинаміка давала нескінченні значення для власних енергій; але лембів зсув показав, що вони були скінченними. Як рішення, Ганс Крамерс запропонував перенормування, але ніхто не знав, як зробити обчислення.
Бете вдалося виконати розрахунок у поїзді з Нью-Йорка до Скенектаді, де він працював на General Electric. Він зробив це, усвідомивши, що це нерелятивістський процес, що значно спростило обчислення. Голу енергію було легко видалити, оскільки вона вже була включена в спостережувану масу електрона. Член власної енергії тепер збільшувався логарифмічно, а не лінійно, що робило його математично збіжним. Бете отримав значення для лембового зсуву 1040 МГц, — надзвичайно близько до отриманого експериментально Лембом і Різерфордом. Його стаття, опублікована в «Physical Review» у серпні 1947 року, мала лише три сторінки та містила лише дванадцять математичних рівнянь, але мала величезний вплив. До цього вважалося, що нескінченності вказують на фундаментальну помилку квантової електродинаміки та вимагають радикально нової теорії, але Бете продемонстрував, що в цьому нема потреби.
Одна з найвідоміших статей Бете — та, в написанні якої він взагалі не брав участі: стаття Алфера–Бете–Гамова 1948 року. Георгій Гамов додав ім'я Бете заочно, не порадившись з ним, і всупереч волі Ральфа Альфера, однак знаючи, що Бете не буде проти. Це було відображенням почуття гумору Гамова, який бажав мати назву статті, яка б звучала як перші три літери грецької абетки. Як один із рецензентів «Physical Review», Бете побачив рукопис і викреслив слово «заочно».
Бете досліджував краплинну модель ядра і теорію збурень у ядерній фізиці. Спільно з Бейрдом Брендоу та Альбертом Печеком він розвивав теорію розсіювання. Це привело його до рівняння Бете-Фаддєєва, узагальнення підходу Людвіга Фаддєєва до трьохчастинкового розсіювання. Потім він використав ці методи для дослідження нейтронних зір.
Бете продовжував досліджувати наднові зорі, нейтронні зорі, чорні діри та інші задачі теоретичної астрофізики навіть після свого дев'яносторіччя. В цих дослідженнях він співпрацював з Джеральдом Брауном з Університету Стоні-Брук. Браун вперше запропонував йому співпрацю в 1978 році для дослідження наднових. На той час механізм наднових вже був досить добре зрозумілий, але обчислення все ще були проблемою. Використовуючи методи, відточені десятиліттями роботи з ядерною фізикою, і свій досвід розрахунків ядерних вибухів, Бете розв'язав проблеми, пов'язані з гравітаційним колапсом зір, і те, як різні фактори впливають на вибух наднової. Він зміг звести задачу до набору диференціальних рівнянь і розв'язати їх.
У віці 85 років Бете написав важливу статтю про проблему сонячних нейтрино, в якій він допоміг встановити механізм нейтринних осциляцій, запропонований Станіславом Міхєєвим, Олексієм Смирновим і Лінкольном Вольфенштейном, щоб пояснити невідповідність між теорією та експериментом — проблему сонячних нейтрино. Бете стверджував, що для розуміння проблеми сонячних нейтрино була потрібна фізика поза стандартною моделлю, оскільки та припускала, що нейтрино не мають маси, а отже, не можуть перетворюватись одне на одного, тоді як проблема сонячних нейтрино вказувала на необхідність цього. Бете сподівався, що підтверджуючі докази будуть знайдені Нейтринною обсерваторією Садбері в Онтаріо до його 90-річчя, але це сталось лише в червні 2001 року, коли йому було майже 95.
У 1996 році Кіп Торн звернувся до Бете та Брауна щодо лазерного інтерферометра LIGO, призначеного для виявлення гравітаційних хвиль від злиття нейтронних зір і чорних дір, і попросив їх розрахувати такі злиття. 90-річний Бете швидко захопився задачею і незабаром почав необхідні розрахунки. Результатом стала стаття 1998 року «Еволюція подвійних компактних об'єктів, які зливаються», яку Браун вважав найкращою з того, що вони створили разом.

## Політичні погляди

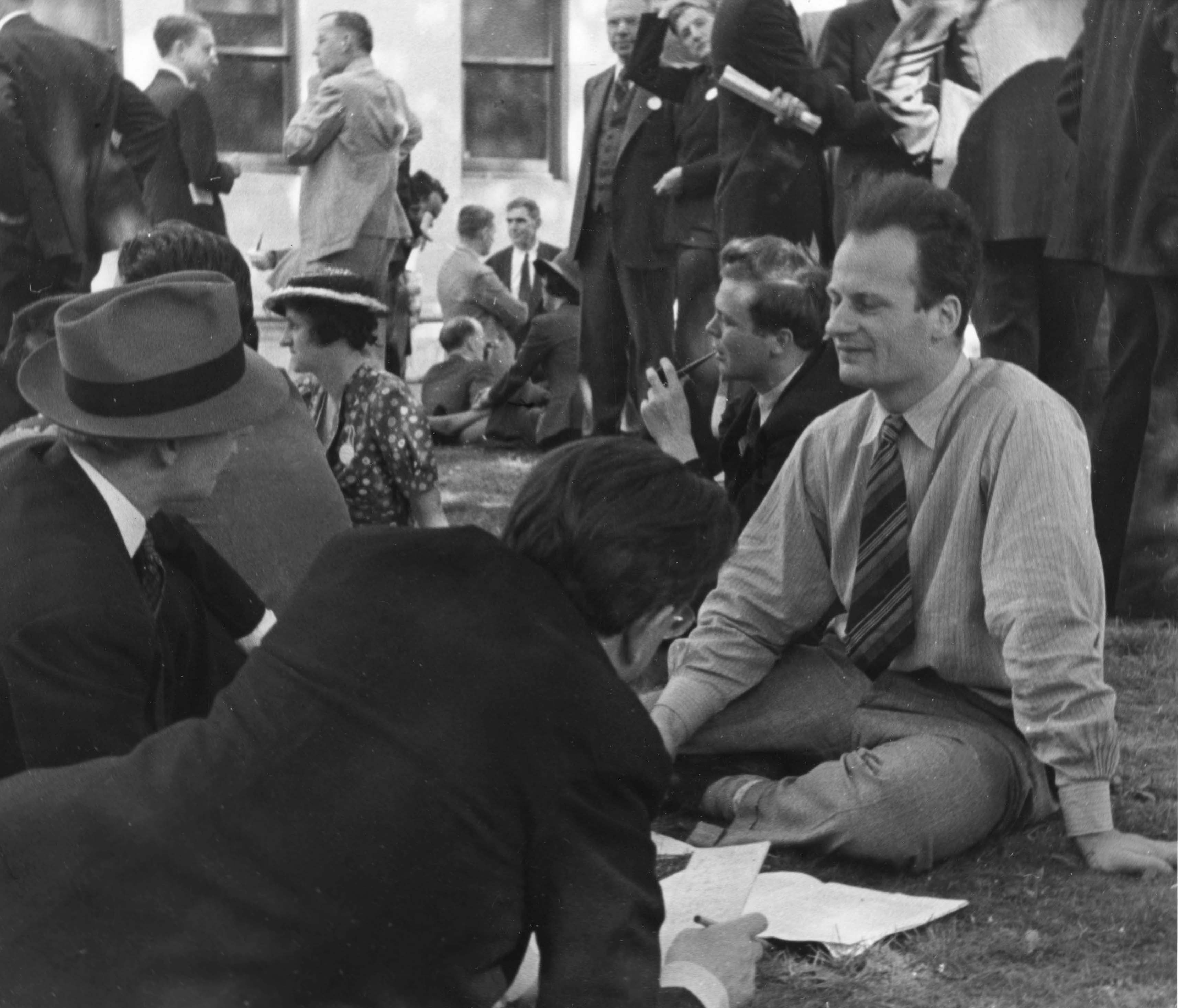
Журналісти беруть інтерв'ю у Бете

У науковому співавторстві Бете був однією з головних рушійних сил за підписання Договору про заборону ядерних випробувань 1963 року, який заборонив подальші випробування ядерної зброї в атмосфері. 1968 року Бете разом з фізиком з IBM Річардом Гарвіном опублікували статтю, в якій критикували систему захисту від міжконтинентальних балістичних ракет, запропоновану Міністерством оборони, за те, що її можна було легко подолати за допомогою відносно простих приманок. 
Протягом 1980-х і 1990-х років Бете проводив кампанію за мирне використання ядерної енергії. Після Чорнобильської катастрофи Бете входив до складу комітету експертів, які аналізували інцидент. Вони прийшли до висновку, що реактор постраждав від принципово неправильної конструкції, а також що аварії значною мірою сприяла людська помилка. «Ми з колегами встановили, — пояснив він, — що Чорнобильська катастрофа говорить нам про недоліки радянської політичної та адміністративної системи, а не про проблеми з атомною енергетикою». Протягом усього свого життя Бете залишався рішучим прихильником ядерної енергетики, яку він описав у 1977 році як «необхідність, а не просто вибір».
У 1980-х роках він та інші фізики виступали проти ракетної системи Стратегічної оборонної ініціативи, задуманої адміністрацією Рональда Рейгана. 1995 року, у віці 88 років, Бете написав відкритого листа, в якому закликав усіх вчених утриматися від роботи над будь-якими аспектами розробки та виробництва ядерної зброї. 2004 року він приєднався до 47 інших лауреатів Нобелівської премії, підписавши листа підтримки Джона Керрі на пост президента Сполучених Штатів як людини, яка «відновить належне місце науки в уряді».
На думку історика Грегга Геркена, після смерті Оппенгеймера Бете взяв на себе роль «вченого сумління» у США.

## Особисте життя

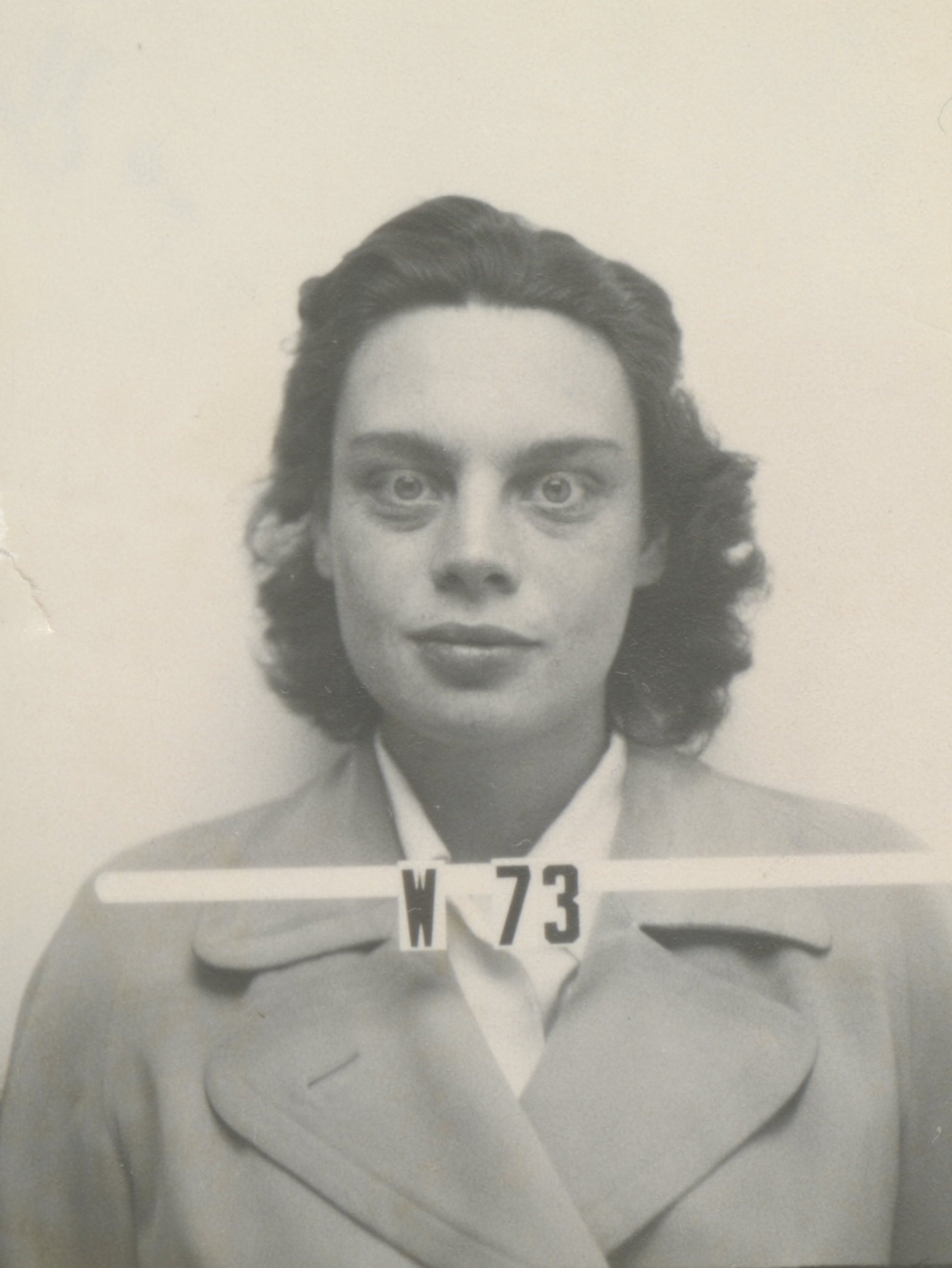
Ідентифікаційна картка Роуз Бете в Лос-Аламосі

Бете захоплювався колекціонуванням марок. Він любив прогулянки на природі, особливо в горах, мандруючи Альпами та Скелястими горами.
Він помер у своєму будинку в Ітаці, штат Нью-Йорк, 6 березня 2005 року, від серцевої недостатності. У нього залишилася дружина Роуз Евальд Бете та двоє дітей. На момент смерті він був емеритованим андерсонівським професором фізики в Корнелльському університеті.

## Нагороди та членства
- Член Американської академії мистецтв і наук США (1947)[111]
- Медаль Генрі Дрейпера від Національної академії наук (1947)[112]
- Член Американського філософського товариства (1947)[113]
- Медаль імені Макса Планка (1955)[114]
- Іноземний член Лондонського королівського товариства (1957)[115]
- Медаль Франкліна (1959)[116]
- Медаль Еддінгтона від Лондонського королівського астрономічного товариства (1961)[117]
- Премія Енріко Фермі від Комісії з атомної енергії США (1961)[118]
- Премія Румфорда (1963)[119]
- Нобелівська премія з фізики (1967)[120]
- Національна наукова медаль США (1975)[121]
- Член Німецької національної академії наук Леопольдіни (1978)[122]
- Медаль Ерстеда (1993)[123]
- Бейкерівська лекція «Механізм наднових» в Лондонському королівському товариству (1993)[124]
- Медаль Кетрін Брюс (2001)[125]
- Медаль Бенджаміна Франкліна від Американського філософського товариства (2005, посмертно)[126]

## Поняття й об'єкти, названі на честь Бете
- Вуглецево-азотний цикл також знаний як «цикл Бете»[11]
- Формула Бете — Блоха для визначення втрат енергії зарядженою частинкою, що рухається в речовині[127]
- Анзац Бете[en] — підстановка для знаходження хвильових функцій в квантово-механічних задачах багатьох тіл[128]
- Астероїд 30828 Бете, відкритий у 1990 році[129]
- Премія Ганса Бете[en] Американського фізичного товариства[130]
- Центр теоретичної фізики Бете Боннського університету, Німеччина[131]
- Центр Ганса Бете у Вашингтоні, США, де розташована Рада за придатний для життя світ[en], в якому Бете тривалий час був членом правління[132]
- Ганс-Бете-Гаус, гуртожиток Корнелльського університету, США[133]

## У масовій культурі
- У мінісеріалі «Опенгеймер»[en] 1980 року Бете зіграв Метью Гіннесс[en].
- У фільмі «Оппенгеймер» 2023 року Бете зіграв Густав Скарсгорд.
- У науково-фантастичній серії книг «Міста в польоті»[en] Джеймса Бліша на честь Бете названа потужна зброя «Бластер Бете».

## Вибрані публікації
- Bethe, H. A. «Theory of High Frequency Rectification by Silicon Crystals», Massachusetts Institute of Technology (MIT) Radiation Laboratory, United States Department of Energy (through predecessor agency the Atomic Energy Commission), (October 29, 1942).
- Bethe, H. A. «Theoretical Estimate of Maximum Possible Nuclear Explosion», Knolls Atomic Power Laboratory-Schenectady, N.Y., United States Department of Energy (through predecessor agency the Atomic Energy Commission), (January 31, 1950).
- Bethe, H. A.; Rajaraman, R. «Three-body Problem in Nuclear Matter», University of Southern California-Los Angeles, United States Department of Energy (through predecessor agency the Atomic Energy Commission), (1967).
- Bethe, H. A. «Note on Inverse Bremsstrahlung in a Strong Electromagnetic Field», Los Alamos National Laboratory (LANL), United States Department of Energy (through predecessor agency the Atomic Energy Commission), (September 1972).
- Bethe, H. A. «Pauli Principle and Pion Scattering», Los Alamos National Laboratory (LANL), United States Department of Energy (through predecessor agency the Atomic Energy Commission), (October 1972).
- Bethe, H. A. «Fusion Hybrid Reactor», Sandia National Laboratories, United States Department of Energy, (August 1981).